# دریاچه پاراوانی
دریاچه پاراوانی (به گرجی: ფარავნის ტბა) یا پاراوانا (به ارمنی: Փարվանա) دریاچه آتشفشانی در گرجستان است که در فلات جاواختی میان رشته‌کوه‌های سامساری و جاواختی واقع شده‌است.

## جغرافیا و هیدروگرافی
دریاچه پاراوانی ۲۰۷۳ متر (۶۸۰۱ فوت) بالاتر از سطح دریا واقع شده‌است و دارای مساحت ۳۷٫۵ کیلومتر مربع (۱۴٫۵ مایل مربع) و حوضه زهکشی ۲۳۴ کیلومتر مربع (۹۰ مایل مربع) است. بیشینه و میانگین ژرفای آن به ترتیب ۳٫۳ متر (۱۱ فوت) و ۲٫۲ متر (۷ فوت و ۳ اینچ) است. حجم دریاچه ۹۱۰۰۰۰۰۰ مترمکعب (۳٫۲×۱۰۹ فوت مکعب) است. سطح آب در ماه‌های اکتبر و نوامبر پایین و در ماه‌های می و ژوئن بالا است. دریاچه در طول زمستان یخ زده‌است و ضخامت یخ از ۴۷ تا ۷۳ سانتی‌متر (۱۹ تا ۲۹ اینچ) متغیر است.
افزون بر رودخانه‌های کوچک شائوری، سابادوس و رودیونووسکیس، این دریاچه آب خود را از برف، باران و چشمه‌های زیرزمینی تأمین می‌کند.
رودخانه پاراوانی از بخش جنوبی دریاچه آغاز می‌شود و در سمت راست به کورا متصل می‌شود. این دریاچه یک مقصد محبوب برای ماهیگیری است.